# Dallara SP1
Chronologie des modèles (2001 - 2005)
La Dallara SP1, également appelée Chrysler LMP, est une voiture de course développée par Dallara, et à moindre mesure par Chrysler. Elle est homologuée pour courir dans la catégorie LMP900 (équivalent du LMP1 à cette époque) de l'Automobile Club de l'Ouest.
En 2001, Dallara décide de participer aux 24 Heures du Mans dans la catégorie LMP900 (catégorie reine). Le constructeur américain Chrysler désire remporter les 24 Heures du Mans et s'associe donc avec le fabricant italien. 

## Histoire en compétition
Lors des 24 Heures du Mans 2002, les Dallara SP1 exploitées par Oreca se classent aux cinquième et sixième rang.